# 安斎育郎
安斎 育郎（あんざい いくろう、1940年4月16日 - ）は、日本の医療工学者・物理学者・軍事学者・平和学研究者。工学博士（東京大学・1969年）（学位論文「放射線管理におけるPersonnel Monitoringに伴う不確定さの確率論的評価に関する研究」）。立命館大学特命教授・名誉教授、立命館大学国際平和ミュージアム名誉館長。専門は、放射線防護学、平和学。

## 経歴
- 東京生まれ。
- 1953年 江東区立平久小学校卒業。
- 1956年 江東区立深川第三中学校卒業。
- 1959年 東京都立両国高等学校卒業。
- 1964年 東京大学工学部原子力工学科卒業。
- 1969年 同大学大学院工学系研究科原子力工学専門課程博士課程修了、工学博士（学位論文「放射線管理におけるPersonnel Monitoringに伴う不確定さの確率論的評価に関する研究」）。
- 1964年4月〜1986年3月 東大医学部・放射線健康管理学助手。
- 1985年 第13回国際生化学会議に「核戦争の長期的生物学的影響」パネル・ディスカッションに参加。
- 1986年 立命館大学経済学部教授。「核実験停止を求める国際科学者フォーラム」に招待される。
- 1987年 ジュネーブの欧州国連本部で講演。
- 1988年 立命館大学国際関係学部教授。
- 2007年 京都造形芸術大学非常勤講師として平和学を担当。
- 2011年　立命館大学定年退任、名誉教授。

## 人物

### 放射線防護学・平和学
- 長年国の原子力・核政策を激しく批判してきたことで知られている。そのために、現在でも原子力発電所を学生連れで見学しようとすると断られたりしている[1]。安斎は60年に創設された東大原子力工学科の1期生であったが72年の日本学術会議のシンポジウムで国の原子力行政に批判的な基調講演を行うなど東大にあって異説の言説を展開してきた。このため原子力工学科を追われ、助手として拾われた東大医学部でも執拗な嫌がらせを受けたという。「研究室では安斎と口をきくなと通達が出され、他大学の共同研究者が打ち合わせに来ると、同僚の助手が勝手に入るなと追い払う、隣の席には東京電力の社員が貼り付いていて、私がどんな活動をしているか、どんな電話がかかってきたかを、逐一会社に報告していた」という。また75年の原子力工学科設立15周年パーティでは「安斎育郎を排出したことだけは汚点」とわざわざ言及されたという[2]。

- 原子力エネルギーは現状の科学技術などに鑑みると管理するのが困難であるとし、原発・核兵器への反対活動を行う（東海村臨界事故の調査活動や反核運動・平和運動など）。「九条科学者の会」呼びかけ人を務めている[3]。

### 疑似科学・オカルト現象
- 活動の一環として「超能力を科学する」「人間がなぜだまされるのか」の演題で、年数十回の全国講演や著書執筆を行う他、頻繁にメディア出演[4]。
- 安斎自身は「世の中にはまだ科学でもわからない事がたくさんあり、急いで決めずに調べていけばよい」「科学のなすべき役割と宗教の役割は別。それぞれにそれぞれの持分がある（ただ、お互いに侵してはいけない領域もある）」という柔軟な姿勢をとっている。著書の中では、「自分は科学で全てが解決できると考えるほど頑迷な人物ではない」と自身を評している[5]。
- 東大時代に奇術愛好会の会長を務めるなどマジックが趣味であり[6]、超能力批判に活用している。

### 親族
- 兄は肖像画家の安斎知行（本名：安斎知治郎）。
- イラストレーターの安斎肇は安斎知行の息子で甥にあたる。

## 著書

### 単著
- 『からだのなかの放射能』（合同出版、1979年） ISBN 978-4-7726-0027-9
- 『中性子爆弾と核放射線』（連合出版、1982年） ISBN 978-4-89772-018-0
- 『核戦争と地球－平和をまもるために』（岩崎書店、1986年） ISBN 978-4-265-01404-0
- 『茶の間で語りあう平和』（日本生活協同組合連合会、1987年）ISBN 4906247105
- 『放射能・そこが知りたい』（かもがわ出版、1988年） ISBN 978-4-906247-44-8
- 『茶の間で語りあう原発と放射能』（かもがわ出版、1988年） ISBN 978-4-906247-29-5
- 『クイズ反核・平和』（かもがわ出版、1988年） ISBN 978-4-906247-27-1
- 『「がん当たりくじ」の話－国境なき放射能汚染』（有斐閣、1988年） ISBN 978-4-641-07482-8
- 『家族で語る食卓の放射能汚染』（同時代社、1988年 / 増補改訂版、2011年） ISBN 978-4-88683-201-6 / ISBN 978-4-88683-696-0
- 『「なぜ」と問うこころ』（かもがわ出版、1989年）。全国書誌番号:89045190、NCID BN05418018。
- 『原発・そこが知りたい』（かもがわ出版、1989年） ISBN 978-4-906247-49-3
- 『茶の間で語りあう平和』（かもがわ出版、1989年） ISBN 978-4-906247-10-3
- 『自然・人間・社会』（かもがわ出版、1990年）。全国書誌番号:91040874、NCID BN08233857。
- 『「超能力」を科学する』（かもがわ出版、1990年） ISBN 978-4-906247-98-1
- 『科学と「超能力」－「なぜ」と問うこころ』（かもがわ出版、1990年）
- 『茶の間で語りあう地球環境問題』（かもがわ出版、1992年） ISBN 978-4-87699-036-8
- 『占いってなんだろう』（岩崎書店、1992年） ISBN 978-4-265-03826-8
- 『街でうわさの戦争と平和』（かもがわ出版、1993年） ISBN 978-4-87699-075-7
- 『超能力ふしぎ大研究』（労働旬報社、1993年） ISBN 978-4-8451-0318-8
- 『超常現象の科学－世の中の不思議には表と裏がある』（ごま書房、1994年） ISBN 978-4-341-01625-8
- 『科学と非科学の間－超常現象の流行と教育の役割』（かもがわ出版、1995年 / 筑摩書房、2002年） ISBN 978-4-87699-173-0 / ISBN 978-4-480-03753-4
- 『人はなぜ騙されるのか－非科学を科学する』（朝日新聞社、1996年 / 朝日文庫, 1998年） ISBN 978-4-02-256927-1 / ISBN 978-4-02-261248-9
- 『「科学する心」を育てる』（保健医療研究所、2000年）NCID BA61557755
- 『だからあなたは騙される』（角川書店、2001年） ISBN 978-4-04-704025-0
- 『不思議現象の正体を見破る－超能力や心霊現象に、人はなぜ騙されるのか』（河出書房新社、2001年） ISBN 978-4-309-50220-5
- 『霊はあるか－科学の視点から』（講談社、2002年） ISBN 978-4-06-257382-5
- 『こっくりさんはなぜ当たるのか』（水曜社、2004年） ISBN 978-4-88065-122-4
- 『だます心 だまされる心』（岩波書店、2005年） ISBN 978-4-00-430954-3
- 『騙される人 騙されない人』（かもがわ出版、2005年 / 改訂版、2006年） ISBN 978-4-87699-884-5
- 『だまされない極意－私たちはどう生きればいいんだろう?』（日本機関紙出版センター、2006年） ISBN 978-4-88900-842-5
- 『放射線と放射能』（ナツメ社、2007年） ISBN 978-4-8163-4255-4
- 『「だまし」の心理学－なぜ、人はだまされるのか?』（PHP研究所、2007年） ISBN 978-4-569-69092-6
- 『だまし博士のだまされない知恵』（新日本出版社、2007年） ISBN 978-4-406-05084-5
- 『科学と非科学の間－超常現象の流行と教育の役割』（かもがわ出版、2009年） ISBN 978-4-7803-0275-2
- 『あなたは、だまされている!－振り込め詐欺・悪徳商法ほか』（主婦と生活社、2009年） ISBN 978-4-391-13760-6
- 『だまし世を生きる知恵－科学的な見方・考え方』（新日本出版社、2010年） ISBN 978-4-406-05382-2
- 『福島原発事故－どうする日本の原発事故』（かもがわ出版、2011年） ISBN 978-4-7803-0441-1
- 『これでわかる からだの中の放射能－正しく知ろう！放射能汚染と健康被害』（合同出版、2011年） ISBN 978-4-7726-1035-3
- 『安斎育郎のやさしい放射能教室』（合同出版、2011年） ISBN 978-4-7726-1052-0
- 『安斎育郎のウクライナ戦争論』(安斎科学・平和事務所、2023年)
- 『安斎育郎のウクライナ戦争論』改訂第９版(安斎科学・平和事務所、2024年)

### 共著
- （中島篤之助）『日本の原子力発電－安全な開発をめざして』（新日本出版社、1974年）。全国書誌番号:70011682、NCID BN03257246。
- （中島篤之助）『原子力を考える』（新日本出版社、1983年）。全国書誌番号:83017902、NCID BN0257749X。
- （森下一徹）『地球非核宣言』（水曜社、1986年）。全国書誌番号:87004837、NCID BN00808456。
- （植野浩・広瀬方人・谷口稜曄）『子供と学ぶヒロシマ・ナガサキ』（コープ出版、1993年） ISBN 978-4-87332-030-4
- （藤原彰）『戦争から平和へ－21世紀の選択』（かもがわ出版、1994年） ISBN 978-4-87699-128-0
- （滝川洋二・板倉聖宣・山崎孝）『理科離れの真相』（朝日新聞社、1996年） ISBN 978-4-02-273070-1
- （姜尚中・朱建栄・松井やより・村山晃）『アジア・女性・沖縄が問う日本』（かもがわ出版、1996年） ISBN 978-4-87699-243-0
- （藤田明史・吉田ゆき）『どう見るインド・パキスタン核実験』（かもがわ出版、1998年） ISBN 978-4-87699-405-2
- （ヨハン・ガルトゥング）『日本は危機か』（かもがわ出版、1999年） ISBN 978-4-87699-476-2
- 『17歳のころ』（ブレーンセンター、2002年） ISBN 978-4-8339-0421-6
- 『ガルトゥング平和学入門』（法律文化社、2003年） ISBN 978-4-589-02689-7
- 『ホーチミン市の戦争証跡博物館ガイドブック』（ウィンかもがわ、2003年） ISBN 978-4-87699-779-4
- （竹峰誠一郎）『ヒバクの島マーシャルの証言－いま、ビキニ水爆被災から学ぶ』（かもがわ出版、2004年） ISBN 978-4-87699-801-2
- （松村博行・佐藤史郎）『イラク後のアメリカの戦略と世界平和』（かもがわ出版、2004年） ISBN 978-4-87699-823-4
- （窪島誠一郎）『戦争と芸術－「いのちの画室」から』（かもがわ出版、2005年） ISBN 978-4-87699-873-9
- （「対話ノート」編集委員会）『ヒロシマから問う－平和記念資料館の「対話ノート」』（かもがわ出版、2005年） ISBN 978-4-87699-876-0
- 『3.11を生きのびる－憲法が息づく日本へ』（かもがわ出版、2011年） ISBN 978-4-7803-0468-8
- 『放射能から身を守る本－図解でわかる！あなたの命を守る70の知恵』（中経出版、2012年） ISBN 978-4-8061-4173-0
- 『原発事故の理科・社会』（新日本出版社、2012年） ISBN 978-4-406-05625-0
- 『原発と環境』（かもがわ出版、2012年） ISBN 978-4-7803-0572-2
- 『疑うこころ、科学する眼－安斎育郎のビビビッときた話』（かもがわ出版、2015年） ISBN 978-4-7803-0790-0

### 編著
- 『図説原子力読本－これでいいのか原子力開発』（合同出版、1979年） ISBN 978-4-7726-0043-9
- 『核言集』（大月書店、1989年） ISBN 978-4-272-21053-4
- 『GHQトップシークレット文書集成 第4期－原爆と日本の科学技術関係文書』全12巻（柏書房、1998年） ISBN　978-4-7601-1582-2
- 『ビジュアルブック 語り伝えるヒロシマ・ナガサキ』シリーズ全5巻（新日本出版社、2004年）NCID BA69335291
- 『ビジュアルブック 語り伝える沖縄』シリーズ全5巻（新日本出版社、2007年）NCID BA80115641
- 『ビジュアルブック 語り伝える空襲』シリーズ全5巻（新日本出版社、2008年）
- 『これってホントに科学？』（かもがわ出版、2010年） ISBN 978-4-7803-0331-5
- 『ホントにあるの？ホントにいるの？』（かもがわ出版、2010年） ISBN 978-4-7803-0332-2
- 『原発ゼロ－私たちの選択』（かもがわ出版、2012年） ISBN 978-4-7803-0529-6
- 『「原発ゼロ」プログラム－技術の現状と私たちの挑戦』（かもがわ出版、2013年） ISBN 978-4-7803-0608-8

### 共編著
- （飯田博美）『絵とき放射線のやさしい知識』（オーム社、1984年） ISBN 978-4-274-02090-2
- （「長崎原爆松谷訴訟」を支援する会）『奪われた時を私をかえせ－長崎原爆松谷訴訟』（かもがわ出版、1993年） ISBN 978-4-87699-100-6
- （李修京）『クラルテ運動と『種蒔く人』－反戦文学運動"クラルテ"の日本と朝鮮での展開』（御茶の水書房、2000年） ISBN 978-4-275-01804-5
- （「長崎原爆松谷訴訟」を支援する会）『次代を拓く風に－長崎原爆松谷訴訟 続』（かもがわ出版、2000年） ISBN 978-4-87699-538-7
- （リッツ・ピース・メッセンジャーズ）『北朝鮮の核実験をどう見るか』（かもがわ出版、2006年） ISBN 978-4-7803-0062-8
- （池尾靖志）『日本から発信する平和学』（法律文化社、2007年）

### 訳書
- デイル・バイヤーステイン編『検証・サイババの「奇蹟」』（かもがわ出版、1996年） ISBN 978-4-87699-210-2
- メアリー・バーマイヤー・オブライエン『非戦の人 ジャネット・ランキン－アメリカの良心と呼ばれた女性』（南部ゆりと共訳）（水曜社、2004年） ISBN　978-4-88065-129-3